# Psalm 110

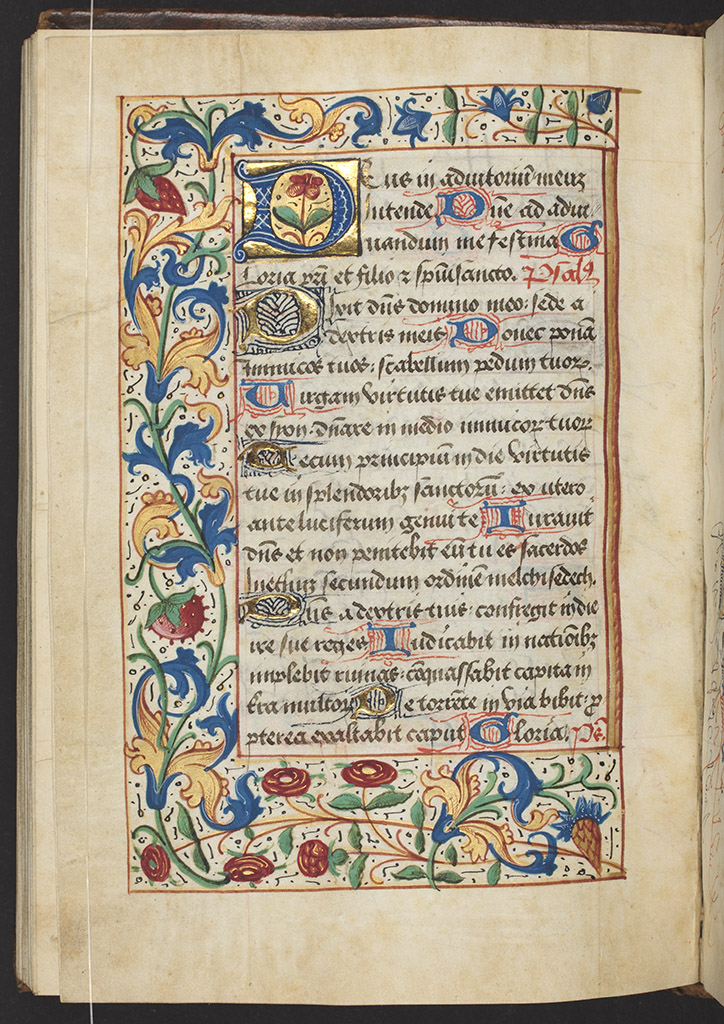
Stundenbuch 1511, Dixit Dominus Domino meo…, Alexander Turnbull Library

Der 110. Psalm (Psalm 109 nach Zählung der Septuaginta und Vulgata) ist ein Psalm aus dem biblischen Buch der Psalmen. Er ist David zugeordnet und gehört zur Gruppe der Königspsalmen. Wegen seines messianischen Gehalts ist er der am häufigsten zitierte alttestamentliche Text im Neuen Testament.

## Text, Struktur und Inhalt
Der Psalm ist hinsichtlich seines Inhalts und seiner Textüberlieferung einer der schwierigsten Texte des Psalters. So stellt Hans-Joachim Kraus fest: „Kein Psalm hat in der Forschung so viele Hypothesen und Diskussionen ausgelöst wie der 110. Psalm“.
Der Psalm lässt sich in zwei Teile unterteilen, wobei die als Gotteswort erscheinenden Einleitungsformeln in Vers 1 und 4 strukturbildend sind:
1. Vers 1–3 EU: Als prophetische Zusage („Spruch JHWHs“)[4] formulierte Verheißung des Sprechers an den König Israels, der an der Rechten Gottes über seine Feinde herrschen soll
2. Vers 4–7 EU: Beschreibung des siegreichen Kampfes des Königs, der als ewiger Priester „nach der Art Melchisedeks“ bezeichnet wird.

Besonders umstritten ist bereits die Frage, wer der Sprecher in Vers 1 ist. Traditionelle Auffassungen nehmen den Beginn des Psalms „von David“ wörtlich und sehen König David als Beter, der einen Gottesspruch zitiert und von „seinem Herrn“ als einem Dritten redet. Demnach würde eine David übergeordnete herrscherliche Gestalt existieren, die zur „Rechten Gottes“ säße. In der historisch-kritischen Exegese wird jedoch angenommen, dass es sich beim Beter um eine fiktive Gestalt handelt, die als Hof- oder Kultsprecher dem israelitischen König als „seinem Herrn“ einen Gottesspruch übermittelt. Danach handelt es sich bei der Gestalt zur Rechten Gottes um den idealtypischen israelitischen König selbst, der in der Weise Davids den Thron innehat. Der Psalm dokumentiert jedoch wohl kaum ein eigenes Thronbesteigungsfest, wie es gelegentlich angenommen wird.
Die hoheitlichen Bilder im ersten Teil des Psalms sind aus der altorientalischen Ikonografie vertraut. Dazu gehört die Vorstellung von den besiegten Feinden als „Fußschemel“ (Vers 1) und auch der „Stab“ in Vers 2 als Sinnbild der Macht des Königs, das sich schon in älterer babylonischer und assyrischer Zeit findet.
Das Verständnis von Vers 3 bereitet außerordentliche Schwierigkeiten, weil der hebräische Konsonantenbestand keinen eindeutigen Sinn ergibt. Erich Zenger präferiert den überlieferten masoretischen Text, den er jedoch für das Ergebnis einer redaktionellen Überarbeitung hält, und übersetzt

„Dein Volk ist bereitwillig am Tag deiner Macht in heiligem Schmuck. Aus dem Schoß der Morgenröte kommt dir der Tau deiner Jugend zu.“

Andere Rekonstruktionsversuche kommen zu alternativen Lesarten, die zu teilweise erheblich abweichenden Übersetzungen führen.
Der zweite Teil des Psalms spricht dem König dauerhafte priesterliche Würde zu. Dazu wird an den Jerusalemer Priesterkönig Melchisedek aus vorisraelitischer Zeit erinnert, der in Gen 14,17–20  Abraham segnet.
Auch die Bedeutung des letzten Psalmverses ist umstritten, insofern Unsicherheit besteht über das handelnde Subjekt. Von einigen Exegeten wird hier ein weiterer Inthronisierungsritus des davidischen Königs gesehen. Das würde jedoch einen Subjektwechsel zwischen Vers 4–6 (JHWH als Handelnder) und Vers 7 (der Priesterkönig als Handelnder) voraussetzen, für den es im Text keine weiteren Anzeichen gibt. So kann das Bild vom „Trinken aus dem Bach am Weg“ auch JHWH als den siegreichen Krieger bezeichnen, der nach erfolgreicher Schlacht seine Überlegenheit zeigt.

## Datierung
Der Psalm wird in seinem ersten Teil meist in die vorexilische Zeit Israels datiert, bisweilen sogar ganz in die älteste Königszeit. Der Vergleich mit anderen Königspsalmen aus vorexilischer Zeit (Ps 18 , Ps 21 , Ps 2 ), die den König selbst als Kämpfer zeigen, legt nach Erich Zenger eine spätere Entstehungszeit nahe, in der JHWH als „Kriegsmann“ vorgestellt wird. Das Bild des vordavidischen Priesterkönigs Melchisedek und der Schwur Gottes, das Königtum zu erhalten (Vers 4), weisen ebenso in nachexilische Zeit, in der die messianische Wiederherstellung des Königtums erwartet wurde. Eine Datierung erst in die makkabäische Epoche wird heute nicht mehr vertreten.

## Bedeutung im Neuen Testament

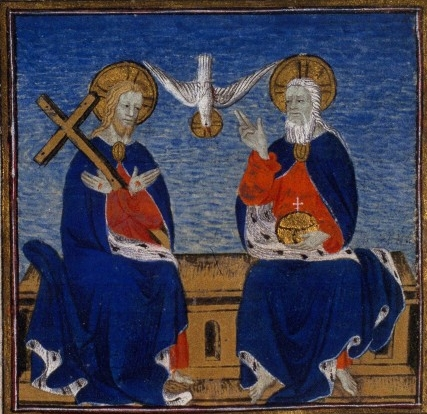
Christus thront zur Rechten Gottes, französische Buchillustration des 15. Jahrhunderts

Der erste Vers des Psalms spielt für das gesamte Neue Testament eine außerordentlich wichtige Rolle und gehört zu den meistzitierten alttestamentlichen Versen im Neuen Testament. Dabei werden dessen Aussagen christologisch gedeutet: Jesus Christus sitze nach seiner Erhöhung „zur Rechten Gottes“ (Mk 12,36 , 14,62 ) und Gott lege ihm „seine Feinde zu Füßen“ (Lk 20,41–44 , 1 Kor 15,25 ). Jesus deutet den ersten Vers des Psalms als prophetische Aussage Davids, wobei er selbst der Herr ist, der zur Rechten Gottes, des Herrn, sitzt.
Darüber hinaus wird im Hebräerbrief der Psalm herangezogen, um die Verleihung des Titels „Hohepriester“ an Jesus anhand der Schrift zu rechtfertigen. Besonders Ps 110,4  wird häufig zitiert:
1. Hebr 5,1–6 EU hebt die Entsprechung des Priestertums Christi zum levitischen Priestertum hervor: Aaron und Christus wurden beide von Gott berufen und ins Amt eingesetzt.
2. Hebr 6,20 EU betont die Ewigkeit dieses Priestertums.
3. Hebr 7 EU identifiziert das Priestertum Christi mit dem Priestertum nach der Ordnung Melchisedeks und stellt dessen Vorzug gegenüber dem levitischen Priestertum heraus. Melchisedek sei selbst Abraham als dem Stammvater der Leviten übergeordnet (Hebr 7,4–7 EU) und durch einen „Schwur“ Gottes legitimiert und herausgehoben (Hebr 7,17–24 EU).

Auf diese Argumentation stützt der Hebräerbrief die Ansicht, der Bund in Jesus Christus sei der „bessere Bund“ (Hebr 7,22 ).

Diese herausragende Hochschätzung des Psalms im Neuen Testament hat seinen Niederschlag auch im christlichen Apostolischen Glaubensbekenntnis gefunden, wo es in Anspielung auf Vers 1 vom in den Himmel aufgefahrenen Christus heißt:

„Er sitzt zur Rechten Gottes, des allmächtigen Vaters; von dort wird er kommen, zu richten die Lebenden und die Toten.“

## Kirchenmusik
Psalm 110 (Vulgata 109 Dixit Dominus Domino meo) gehört zur klassischen Reihe der Sonntagsvesperpsalmen und damit zu den meistvertonten biblischen Texten. Er wurde u. a. von Georg Friedrich Händel vertont (Dixit Dominus (Händel)), außerdem zum Beispiel von Claudio Monteverdi (in seiner Marienvesper SV 206 und in seiner Selva morale e spirituale SV 252–288), Johann Rosenmüller (mindestens sechsmal als eigenständiges Werk), Antonio Lotti (mindestens sechsmal), Antonio Vivaldi (mindestens dreimal: RV 594, 595 und 807), Alessandro Scarlatti, Nicola Antonio Porpora, Jan Dismas Zelenka (viermal: Z 66, 67, 68 und 69), Wolfgang Amadeus Mozart (dreimal als Bestandteil von seinem Dixit & Magnificat KV 193, seinen Vesperae de Dominica KV 321 und seinen Vesperae solennes de Confessore KV 339).